# Ditadura de Fábio Máximo
A ditadura de Fábio Máximo (217 a.C. - 216 a.C.) corresponde a um período das histórias de Aníbal e da Segunda Guerra Púnica, em que o cargo de ditador na República Romana era exercido por Fábio Máximo.

## Cenário
Declarada a guerra entre Roma e Cartago (Segunda Guerra Púnica), o comandante cartaginês, Aníbal, saiu da Hispânia, à frente de um exército e, transpondo os Alpes, invadiu a Itália. Ao confrontarem o invasor, os romanos foram derrotados em Ticino e Trébia. Na batalha travada às margens do lago Trasimeno, o exército consular de Caio Flamínio foi destroçado, deixando Roma à mercê de Aníbal.
Assim, na primavera de 217 a.C., a campanha de Aníbal, que parecera, de início, fadada ao desastre, tornara-se um triunfo. Triunfo só alcançado graças à sua estratégia e à disposição de arriscar chegar até a Etrúria por uma rota inesperada, e ainda por seu génio militar no lago Trasimeno. Essa recente vitória seria seguida por um golpe adicional contra Roma, quando uma força avançada de quatro mil cavaleiros enviada pelo outro cônsul, Servílio, foi encontrada por Maárbal e a cavalaria cartaginesa. Os romanos haviam acabado de cruzar os Apeninos e surgido na Úmbria, quando foram avistados por Maárbal, que fazia o reconhecimento à frente do corpo principal do exército de Aníbal. Na batalha que se seguiu, todos os romanos foram mortos ou capturados, sendo Servílio, assim, despojado de sua força de reconhecimento, bem como de uma parte essencial de seu exército. Uma vez que Servílio não podia mais deslocar com segurança suas legiões, Roma ficou, para todos os efeitos, desprovida de ambos os seus exércitos consulares e indefesa.
Não mais capaz de se comunicar com o cônsul sobrevivente, pois ninguém sabia onde o exército ou a cavalaria de Aníbal estariam de um dia para o outro, as notícias de mais esse desastre reduziram Roma ao estado de mais profundo choque. Ainda é interessante notar que, mesmo naquele momento, o desespero não penetrou na consciência romana. A derrota era algo tampouco conhecido para eles, e por tanto tempo haviam sido eles os senhores dos campos de batalha que escolhiam, que, como afirmam os historiadores, eles pareciam não ter se apercebido do real perigo de sua situação. Outras nações daquele período da história só precisavam de uma derrota maior em campo de batalha para que abandonassem as esperanças e demandassem a paz. Os romanos, contudo, perceberam que a situação exigia uma drástica mudança na constituição. "Eles fizeram o que nunca havia sido feito até aquele dia", escreve Tito Lívio, "criaram um ditador por eleição popular.
Dado que um dos cônsules (Flamínio) morrera e o outro (Servílio) estava ausente, pela primeira vez na história da República Romana a escolha do ditador foi confiada a assembleia das centúrias, que elegeram o senador Quinto Fábio Máximo. Outro detalhe inusitado foi que a assembleia também elegeu o comandante da cavalaria, recaindo a escolha em Marco Minúcio Rufo.A eles o senado confiou as tarefas de reforçar as muralhas e torres da cidade, de organizar as defesas como lhes parecesse melhor e de demolir as pontes sobre os rios (o Ânio e o Tibre): teriam que lutar por sua cidade e seus lares, já que não tinham sido capazes de salvar a Itália".
Aníbal era agora o indiscutível senhor da terra, livre para percorrer e devastar toda região onde seu desejo o levasse. Mas o seu exército, embora reconstituído, ainda era um exército de conquista, sem nenhuma capacidade para sustentar uma guerra de sítio. Ele não possuía quaisquer artifícios para sitiar — como torres de ataque, aríetes e catapultas, e certamente nem mesmo algum técnico para esse tipo de trabalho — tudo o que era preciso para subjugar cidades e guarnições e dominar uma região. Ademais, o que parecia consistir num ponto de triunfo patenteou o principal inconveniente da posição de Aníbal: ele podia conquistar mas não consolidar.
Porém, a grande fraqueza do cartaginês era não ter um objetivo político de alguma eficiência. Sua estratégia política imediata era extrair de Roma os aliados participantes de sua confederação, restaurando-lhes a liberdade. Mas liberdade para quê? Eles haviam conhecido as vantagens de se viver sob a lei e o jugo romanos, e muito dificilmente se disporiam a deixar isso e retornar à condição parecida com a das antigas cidades-estados gregas. Aníbal não propunha que Cartago tomasse para si o papel dominante ora desempenhado por Roma, substituindo suas instituições por leis, modos e controle financeiro cartagineses. Seu objetivo final, ao que parece, consistia em não mais que um retorno ao status quo anterior à Primeira Guerra Púnica. Se Roma, seus aliados e dependentes ficassem satisfeitos em permanecer no interior da Itália, mesmo concedendo a Sicília a eles, então tudo estaria bem. Cartago continuaria conduzindo seus negócios por todo o Mediterrâneo e outras regiões, e o Mediterrâneo seria comodamente repartido entre as esferas cartaginesa e romana de influência.
Pode-se solidarizar com Aníbal, mas a lição da história — se é que existe uma — ensina que "não se pode voltar atrás". O mundo anterior à Primeira Guerra Púnica, o mundo que seu pai Amílcar lhe havia feito rememorar, além de fazer com que prometesse revivê-lo, estava há muito perdido e arruinado. O colapso da Grécia no leste, bem como a decadência dos Estados gregos que haviam caído sob o controle dos generais de Alexandre, o Grande e seus sucessores, deixaram um vácuo de poder que um dia deveria ser preenchido. A ausência total de ambição territorial por parte de Cartago — sua própria falta de poderio humano — significava que o poder enérgico e expansionista de Roma, no final, preencheria esse vácuo.

## O protelador
O homem escolhido para atuar como ditador e reorganizar Roma e os aliados latinos nessa hora de necessidade era um romano do tipo antigo — um daqueles cujas faces vigorosas e bem barbeadas nos fitam em bustos que retratam os homens da República Romana. Quinto Fábio Máximo, que devido à sua cautela seria apelidado de Cunctator - "o protelador" - provaria ser o homem certo na hora certa. Ao contrário dos cônsules, ele não estava preso a qualquer obrigação do cargo e não tinha "nome a fazer".
A família de Fábio era tão bem situada na história de Roma que teria sido difícil encontrar alguém que superasse seu brilho. Descendente de Fábio Ribulano, que em cinco ocasiões havia sido feito cônsul no século V a.C. — a despeito do fato de ter-se ele oposto aos patrícios — Fábio, agora eleito para o supremo encargo de enfrentar Aníbal, era um homem capaz de fazer jus tanto ao apoio das velhas famílias aristocráticas como ao da plebe. Moderado por natureza, Fábio foi o primeiro a avaliar o quanto os romanos vinham negligenciando uma série de cerimónias religiosas, e praticando outras incorretamente. Certificou-se de que sob todos os aspectos o elemento divino não fosse negligenciado, restaurando, grandemente, desse modo o moral dos cidadãos, enquanto seus esforços práticos para assegurar a defesa da cidade tranquilizavam tanto o religioso quanto o pragmático.
Fábio supôs que Aníbal marcharia para Roma, e concentrou os seus esforços em preparar a cidade e seus cidadãos para tal fato; mas ele devia estar ciente de que o cartaginês não possuía um equipamento para sítio com o qual pudesse investir contra a capital. O não aparecimento de Aníbal lhe deve ter sugerido que o cartaginês estava longe, preparando suas tropas e fazendo as adequações mecânicas e técnicas necessárias para o cerco. Fábio teve tempo, enquanto isso, para considerar a aproximação desse general cartaginês que havia invadido a Itália — algo que ninguém imaginava ser possível — e que ainda demonstrara uma aptidão para a guerra que revelara com severidade as deficiências do sistema republicano. Como defensor da terra, ele detinha em suas mãos tempo e poderio humano. Assumiu o comando de duas legiões do cônsul Cneu Servílio e adicionou mais duas legiões ao exército que agora se encontrava à sua disposição. Ao mesmo tempo, dava ordens para que todas as pessoas situadas à frente da linha de marcha de Aníbal abandonassem suas fazendas, queimassem suas propriedades e destruíssem suas colheitas. (Séculos mais tarde sua estratégia básica seria adotada pelo general russo Kutuzov, contra Napoleão.) O povo da Itália deveria retirar-se de sua terra, deixando o mínimo possível para trás, e ele próprio — como comandante do único exército organizado — evitaria uma batalha extrema a qualquer custo.
Táticas de guerrilha, tais como acossar os flancos do inimigo, isolá-lo das áreas de forragem e gradualmente sangrá-lo até a morte eram os métodos que Fábio iria empregar contra o general que, muito sabiamente, ele não estava disposto a encontrar em circunstâncias normais. A única coisa que Fábio tinha a fazer, como percebeu, era evitar a derrota. A vitória que almejava não era do tipo tradicional em campo de batalha — algo que o génio de seu oponente mostrou improvável — mas o sucesso obtido através de um longo período de tempo, se necessário. A presença de suas tropas deve ter sido utilizada para assegurar aos aliados e suas cidades que Roma olhava por eles. O tempo e a própria extensão da terra, trabalhariam por ele em seu benefício. O exército cartaginês deveria ser degredado lentamente, seu moral demolido, e suas chances de levá-lo a uma batalha convencional reduzidas ao mínimo.
Aníbal havia se decidido contra um assalto à própria Roma e tinha se deslocado com suas tropas através da Úmbria e do Piceno na costa oriental da Itália. Seu exército, carregado de saques e conduzindo o gado à sua frente, alcançou o Adriático e parou para apreciar os frutos de seu sucesso, enquanto Aníbal aguardava que o clima e o bom repasto restaurassem a saúde de seus homens; afinal eles haviam resistido a um duro inverno, foram obrigados a dar o máximo de si ao transpor-os pântanos do Arno, e finalmente prosseguiram até conquistar uma grande e decisiva vitória. Entre os seus espólios estavam armas e armaduras capturadas em Trasimeno, e Aníbal começou a reequipar seus próprios homens e os gauleses, treinando esses últimos no uso de suas novas armas e tentando inculcar-lhes um pouco da disciplina do soldado profissional.
Os surtos de escorbuto das tropas eram laçados com frutas frescas e óleo, enquanto os cavalos que sofriam de sarna restabeleciam-se com boa forragem e massagens com álcool (vinho). Enquanto os cavalos ficavam lustrosos e os homens cansados mais fortes e saudáveis, ele enviou mensageiros pelo mar, possivelmente usando embarcações capturadas na costa, para relatarem a situação a Cartago. Em nenhum momento cometera o erro de pensar que somente suas campanhas pudessem trazer à sua cidade uma vitória conclusiva. Ele precisaria de apoio por mar ou por terra através dos Alpes, e era importantíssimo que a segurança do império cartaginês na Península Ibérica fosse preservada.
Quando Aníbal moveu-se para o sul, Fábio o seguiu, mantendo seus homens no sopé dos Apeninos, de onde ele poderia despachar grupos de ataque para isolar forrageadores e acossar os flancos do inimigo. Deixou claro desde o início que evitaria qualquer batalha extensa e, todas as vezes que Aníbal parecesse lhe oferecer tal oportunidade, ele cautelosamente a ignoraria. O cartaginês, agora, havia cruzado novamente os Apeninos e rumado para a planície de Cápua, a mais exaltada de toda a Itália, tanto por sua fertilidade quanto por sua beleza.
Aníbal esperava não apenas aterrorizar algumas das maiores cidades para desertarem da aliança romana, mas também abrir comunicações marítimas com Cartago. A planície de Cápua, pela qual ele havia conduzido seu exército, não era apenas rica e fértil, mas também de difícil acesso. A oeste ficava o mar Tirreno e nas outras direções, altas cadeias de montanhas através das quais havia apenas três desfiladeiros principais, um partindo do território do Sâmnio, o segundo ao norte saindo do Lácio, e o terceiro ao sul, do país dos irpinos. Ao atacar Cápua, a mais rica cidade na Itália depois de Roma, Aníbal esperava poder atrair Fábio para a planície e lançá-lo numa batalha determinada. Sabia existir na antiga Cápua um partido hostil a Roma que procurava independência da confederação latina. Ele tinha como certo que, se destruísse o exército romano, não apenas Cápua se apartaria de Roma mas também os ricos portos marítimos ao redor do golfo de Nápoles.
Contudo, Fábio não seria demovido de sua estratégia, e não fez mais do que seguir Aníbal até a Campânia, acampando no sopé do monte Massico, onde ele poderia guardar o desfiladeiro através do qual os cartagineses haviam chegado, e ainda evitar alguma batalha mais encarniçada com o inimigo. Uma malsucedida investida da cavalaria, liderada por um jovem oficial que defendia a escola da "ação a qualquer custo" fora desbaratada pêlos númidas. Isso provou a sabedoria das táticas de Fábio, mesmo que a lição não fosse totalmente absorvida por todos sob seu comando.

## Os bois incendiários de Aníbal
Quinto Fábio Máximo havia, de fato, acercado-se de Aníbal com extrema discrição e bom senso, e Aníbal, por sua vez, parecia ter caído numa armadilha tal como as que ele adorava armar para os inimigos. Fábio guarnecera a cidade de Casalino atrás do exército cartaginês, bloqueara a via Latina, reforçando as tropas ali, e tomara a via Ápia. O desfiladeiro através do qual Aníbal penetrara na planície estava agora guardado por quatro mil homens e era vigiado pela maior parte das próprias tropas de Fábio em seu acampamento numa colina à frente dele. Era alto verão, e Fábio sabia que Aníbal logo teria que se mover, pois a terra ao seu redor, embora rica e fértil, não possuía qualquer local adequado para quartéis de inverno. Seria razoável conjecturar que Aníbal se retiraria para a costa leste. O exército cartaginês, além disso, estava sobrecarregado com escravos e prisioneiros, toda a bagagem, saques, provisões e milhares de cabeças de gado. Quando Aníbal aproximou-se e montou seu acampamento sob a colina vigiada pelos romanos, Fábio acreditou que finalmente teria seu inimigo numa posição da qual não haveria escapatória e, pela primeira vez em sua longa perseguição ao cartaginês, permitiu-se um discreto otimismo. De acordo com Políbio, "Ele estava, de fato inteiramente preocupado rm considerar até que ponto e como deveria se aproveitar das condições locais, com que tropas deveria atacar e de qual direção".
Tendo sido a sua oferta de batalha ignorada, Aníbal não era homem de perder tempo, nem de permitir ao romano uma oportunidade de completar suas disposições e atacar de acordo com um cuidadoso plano de ação. Convocando seu comandante, Asdrúbal, ordenou-lhe que reunisse o máximo de feixes de lenha e tições possível e que conduzisse umas duas mil cabeças de gado à frente do exército. Antes da noite cair, mostrou a Asdrúbal uma elevação no solo, acima do desfiladeiro pelo qual ele pretendia levar o exército, e disse-lhe para destacar servidores do exército em número suficiente para conduzir uma leva de gado de modo coordenado, cuidadosamente. Ataram tochas de madeira nos chifres do gado e, após escurecer, os rebanhos foram conduzidos através da cordilheira acima do desfiladeiro, do outro lado do corpo do exército romano.
Aníbal enviou alguns de seus inestimáveis lanceiros para acompanharem essa estranha força-tarefa e, então, tendo-se assegurado de que todos haviam se alimentado e estavam prontos para uma marcha noturna, esperou pela execução de suas ordens. Tão logo o gado chegou ao local mais elevado, ele assumiu a liderança na vanguarda de suas tropas munidas de armas pesadas, colocando atrás a cavalaria e, em seguida, o gado capturado, e posicionando os celtas na retaguarda junto com suas leais tropas ibéricas. Subitamente, o morro começou a resplandecer com luzes, e o silêncio foi quebrado pelos gritos dos homens que tocavam os animais pela cordilheira.
Com as tochas queimando em seus chifres, o gado corria selvagemente através da noite à frente de seus pastores. Aníbal ordenou que seu exército fosse adiante e iniciasse a marcha. As tropas romanas que guardavam a entrada do desfiladeiro viram as luzes avançando pela cordilheira acima deles e naturalmente pensaram que estavam sendo flanqueadas. A despeito das ordens de Fábio de que ninguém deveria, de forma alguma, fazer qualquer movimento contra os cartagineses, eles partiram para enfrentar a ameaça. Assim que viram as luzes avançando pela escarpa, pensando que Aníbal vinha rapidamente daquela direção, eles deixaram a parte estreita do desfiladeiro e avançaram para a colina a fim de enfrentar o inimigo. Mas quando chegaram perto dos bois, ficaram totalmente desconcertados diante das luzes, imaginando-se a ponto de encontrar alguma coisa muito mais formidável do que a realidade.
O exército em movimento que os romanos esperavam revelou ser não mais do que gado — seus condutores fugiram pela noite, em meio à confusão. Enquanto se desatinavam na colina coberta de arbustos, procurando por um inimigo de verdade, os lanceiros surgiram. Saindo da escuridão, dos ásperos seixos, os formidáveis cartagineses, brandindo os forcados que (como já havia sido demonstrado) sobrepujavam a espada dos legionários em combate individual, avançaram para a matança. Fábio e sua equipe, acordados pelo barulho e pelas luzes movendo-se na escarpa, ficaram em dúvida sobre o que fazer naquela situação. Mas de uma coisa Fábio estava certo: ele não tentaria qualquer forma de ação até a luz do dia, quando pudesse ver por si mesmo exatamente o que seria necessário.
Ele, também, que parecia ter obscurecido seus predecessores ao evitar as armadilhas engendradas pelo astucioso cartaginês, tinha, por sua vez, sido enganado e iludido. Preparara um laço para Aníbal e acabava apanhado na própria armadilha, devido a algo que jamais havia considerado. Aníbal cercava-se de informações sobre seu sagaz e cauteloso oponente, presumindo com acerto que o ditador romano nunca deslocaria suas tropas durante a noite. Ele também conjecturara cuidadosamente que as tropas que guardavam a entrada do desfiladeiro jamais se permitiriam ser flanqueadas por aquilo que julgariam ser o exército cartaginês se movimentando. Assim como antes permitira que a natureza impetuosa de Semprônio e Flamínio os levasse a situações das quais não poderiam escapar, estimara bem a cautela de Fábio e arranjara para que ela trabalhasse contra ele.
Enquanto o corpo principal do exército romano permanecia em seu acampamento, o exército de Aníbal marchava em silêncio através da escuridão.Com a luz do dia, os romanos olharam para baixo e descobriram como haviam sido enganados: nenhum exército cartaginês estava mais acampado aos seus pés. Antes que pudessem entender de fato o que havia acontecido, Aníbal enviou de volta alguns de seus iberos para darem assistência às tropas que haviam ficado engajadas na operação noturna. Um choque ferino teve lugar nas escarpas onde aquelas armas da decepção, o gado com seus longos chifres, agora pastavam. Os iberos e os lanceiros que portavam armas leves eram páreo mais do que suficiente para os pesados legionários em terreno áspero e, após matarem cerca de mil romanos, escaparam e foram se juntar à retaguarda de Aníbal. O exército invasor, com seu dilatado comboio de carga, seu gado e seus prisioneiros, seguiu adiante confiantemente.

## Ditadura dupla
Fugir, com sucesso, da armadilha preparada por Quinto Fábio Máximo resolvera os problemas imediatos de Aníbal, mas não afetara a questão a longo prazo: o exército romano permanecia intacto e não derrotado. Isso estava bastante claro para o cartaginês, e também para Fábio — nas não para seus homens e seus oficiais. Para a maioria do exército, e a maioria dos romanos distantes da região da batalha, a escapada de Aníbal era outro exemplo do fracasso da política do ditador. Aníbal, agora, prosseguia devagar pelo vale do rio Volturno até Venafrano, de onde apareceu para ameaçar as cercanias orientais de Roma. Esperava, sem dúvida, induzir Fábio a dirigir-lhe uma represália. Como nada aconteceu, moveu-se pelo Sâmnio, através dos Apeninos, até Sulmona, saqueando a terra, à medida que passava, e finalmente tomando de assalto Gerônio, um rico celeiro de grãos, onde instalou um acampamento fortificado.
Contudo, em um ano que fora de um inequívoco sucesso, Aníbal não tinha realizado o que se propusera a fazer. A despeito do fato de que, em termos militares, ele tinha patenteado aos romanos e a seus aliados que a Itália estava aberta para ele arruinar e devastar como o fizera, e apesar de sua comprovada superioridade quanto às armas e à estratégia sobre os romanos, nem uma só cidade havia se voltado para a causa cartaginesa. A confederação romana permanecia sólida como rocha. Fábio, fiel aos seus princípios, não tinha feito mais do que seguir Aníbal através dos Apeninos até a Apúlia, e acampara não muito longe da base cartaginesa em Gerônio. Sua estratégia continuava a mesma: isolar os soldados extraviados e acossar os destacamentos de forrageadores do inimigo, evitando porém a ação em campo de batalha.
No outono daquele ano, foi chamado de volta a Roma, oficialmente para cumprir alguns deveres religiosos de sua incumbência como ditador, mas provavelmente também para enfrentar as críticas à sua política militar. Antes de partir, diz-se que ordenou a Marco Minúcio Rufo e aos outros oficiais superiores não se envolverem, em hipótese nenhuma, em qualquer ação maior. Minúcio, o chefe dos cavaleiros, embora tão ansioso para enfrentar o inimigo quanto alguns de seus predecessores, era um soldado habilidoso e bastante capaz de perceber as vantagens dos métodos de Fábio. Ele decidiu, contudo, aperfeiçoá-los e, tendo notado que Aníbal e seus homens haviam ficado negligentes por menosprezarem os romanos, tirou vantagens de seus métodos irregulares de busca de forragem. Observando que algo em torno de dois terços das forças de Aníbal estavam espalhadas por toda a área rural e somente um terço permanecia na base em Gerônio, Minúcio enviou a cavalaria e tropas leves para atacar os destacamentos de forragem. Uma grande quantidade de forrageadores foi morta e ele ficou suficientemente animado para fazer um ataque direto ao próprio acampamento cartaginês.
Pela primeira vez desde que penetrara na Itália, Aníbal encontrou-se numa embaraçosa e desvantajosa posição, da qual ele só se livrou com o retorno de um grande destacamento liderado por seu comandante Asdrúbal. Se Aníbal aprendera uma lição — mais cautela e menos confiança — Minúcio podia certamente sentir que havia dado ao cartaginês um pouco de seu próprio remédio. As notícias dessa vitória, tal como parecia ser, foram rapidamente transmitidas a Roma, onde tiveram o efeito desejado. Este fora o primeiro sucesso que os romanos e seus aliados haviam tido desde o início da guerra, e parecera demonstrar que uma política agressiva, mas conduzida com inteligência tal como a demonstrada por Minúcio, compensaria as táticas vergonhosas e hesitantes de Fábio, que permitiram que a terra fosse devastada. Romanos de todas as classes parecem ter sentido que eles já haviam aturado mais desprezo da parte desses invasores do que poderia ser tolerado e as notícias da "vitória" de Minúcio inspirou-os com renovadas esperanças.
Por uma decisão sem precedentes, chegou-se ao consenso, numa reunião do povo, de que Minúcio deveria ter poderes igualados aos de Fábio. Tal divisão da ditadura anulou completamente seu próprio conceito, e, na verdade — ao menos quanto ao exército — reduziu Fábio e Minúcio a uma situação similar à do dois cônsules no comando. Contudo, uma vez dividida a ditadura, havia a opção, para cada homem, entre tomar duas legiões sob seu comando exclusivo ou agir como se fossem cônsules, cada qual assumindo o comando de todas as quatro legiões em dias alternados. Essa hipótese foi recusada por Minúcio e, quando Fábio retornou de Roma no outono de 217 a.C., surgiu a absurda posição de dois "ditadores" no comando de dois exércitos romanos divididos — ambos com diferentes crenças sobre o modo de conduzir a guerra. Aníbal não deve ter custado a saber dos últimos acontecimentos, acrescidos do fato de duas metades do exército romano ficarem, agora, em acampamentos separados.
Tal situação vinha a calhar para Aníbal, que não demorou a decidir o curso de sua ação. Sua experiência, por todo o verão, ensinara que Fábio não podia ser atraído a uma armadilha, enquanto seu recente encontro com Minúcio tinha lhe mostrado que este último, mesmo que bastante hábil, era possível de ser enganado sob ataque. Começou, então, a engendrar uma emboscada muito semelhante em estilo àquela que fora tão bem-sucedida em Trébia; para tanto, valeu-se mais uma vez das inclinações do seu oponente como arma em seu próprio favor da própria disposição da terra.
Políbio conta a história: Havia uma elevação entre seu próprio acampamento e o de Minúcio que podia ser usada , contra qualquer um deles, e ele resolveu ocupá-la (...) O solo ao redor da colina era desarborizado, mas possuía muitas irregularidades e cavidades de todas as espécies, e ele despachou, à noite, para a posição mais adequada a uma emboscada, quinhentos cavaleiros e cerca de cinco mil homens portando armas leves e ainda outros de infantaria. Para não serem avistados ao amanhecer pelos romanos que saíssem para forragear, ele ocupou a colina com as tropas que portavam armas leves tão logo o dia rompeu.
Minúcio, constatando isso e achando ser uma oportunidade favorável, enviou imediatamente sua infantaria ligeira com ordens de combater o inimigo e disputar a posição. Ansioso por expulsar da colina o que ele imaginava ser a guarda avançada de Aníbal e barrar sua ocupação, Minúcio enviou adiante a cavalaria e, então, ele próprio avançou com suas duas legiões. Toda a atenção dos romanos fixou-se inteiramente sobre a colina onde a batalha preliminar estava tendo lugar. De modo a convencer os romanos de que aquele era o objetivo principal de seu interesse, Aníbal continuou enviando reforços para auxiliarem os homens que sustentavam posição contra o ataque romano. As forças leves romanas foram gradualmente forçadas para trás pelo peso dos cartagineses e, à medida que recuavam, colidiam com as legiões que avançavam para apoiá-las e as lançavam em confusão. Aquele era o momento — e o sinal foi dado. As tropas de Aníbal, escondidas, surgiram de todas as direções e caíram sobre as legiões pela retaguarda. O exército inteiro de Minúcio encontrava-se, agora, numa perigosa posição (...) uma outra Trébia era iminente. Só foram salvos pela ação de Fábio. Desta vez, "o Protelador" não protelou por mais tempo, e trouxe suas duas legiões para o resgate. Aníbal, ao ver as novas legiões avançando, abandonou sabiamente a perseguição ao exército tomado de pânico de Minúcio e retirou seus próprios homens. Os romanos haviam perdido muitos de suas tropas leves e ainda mais de seus melhores legionários.
Foi uma lição que Minúcio aprendeu a fundo. Ele não apresentou desculpas a Fábio, agradecendo-lhe por seu resgate, mas também admitiu que toda a ideia de dois ditadores e a divisão do exército estava errada. Entregou sua parte do comando a Fábio e de bom grado relegou a si próprio sua posição inicial de chefe dos cavaleiros. Os dois acampamentos romanos desagregados voltaram a se integrar, dando ao exército, uma vez mais, um corpo único e forte com uma base: todos reconhecendo que Fábio era legitimamente o único líder e que sua estratégia estivera todo o tempo correta. Aníbal não tardou a perceber que o fato de os romanos terem deliberadamente escolhido uma nova unidade era um mau sintoma  para a sua campanha. A disposição das tropas derrotadas, bem como de seu comandante, em aceitar a liderança de Fábio, a quem havia aprendido a respeitar durante aqueles meses de verão, mostraram um novo espírito. Durante a campanha do ano anterior, e desde o combate no Ticino um ano antes desse, haviam cultivado o desprezo tanto pelos soldados romanos, quanto por seus generais, mas já havia evidência de mudança. Aníbal possuía, agora, uma paliçada erguida ao redor da colina, ligando essa posição por trincheiras ao seu acampamento em Gerônio, montado para o inverno.

## Fim da ditadura
Até a primavera de 216 a.C., os dois exércitos ficaram opostos um ao outro, e os meses se passaram sem mais hostilidades. O encargo de ditador de Fábio chegou ao fim e até a eleição de novos cônsules no ano seguinte, Servílio, que havia comandado as legiões em Arrimium Rímini, e Marco Atílio Régulo, que havia sucedido a Caio Flamínio após sua morte no Trasimeno, assumiram o comando. Aníbal tinha muito sobre o que pensar. O ano que se iniciara tão bem para ele, e durante o qual obtivera somente sucessos sobre os romanos, não era de todo satisfatório para os cartagineses. As coisas não iam bem na Península Ibérica. Irrompera uma revolta entre os celtiberos; os romanos consolidavam seu domínio sobre a parte norte do território, e seu irmão Asdrúbal havia se retirado ao sul do rio Ebro para o inverno. Por todo o mar, o poder da frota romana havia mostrado que o controle do Mediterrâneo ainda permanecia firmemente nas suas mãos. Ele não tinha sido capaz de tirar vantagem da vitória em Trasimeno atacando a capital romana; e nem um só aliado voltara para ele. Nenhum reforço havia chegado de Cartago e, como os espiões cartagineses dentro da cidade devem ter lhe informado, portos marítimos, como Nápoles, haviam declarado que sua aliança com Roma era inabalável.
0'Connor  assim relata a situação ao final do ano:
"E se Roma havia sido derrotada por um grande capitão, seus recursos destinados à guerra eram ainda enormes. Ela já havia lançado oito legiões duplas a campo, engrossando amplamente o número de homens nas fileiras para a campanha do ano vindouro; ela iria opor noventa mil homens a Aníbal, que não possuía mais do que cinquenta mil, sendo, talvez, três quartos deles gauleses; ela preparara um exército para marchar pelo norte da Itália, para impedir os gauleses de auxiliarem seu terrível inimigo. Seu austero espírito nacional, também, estava mais aguçado do que nunca; ameaçou a corte de Macedônia e as tribos ilírias, advertindo-as de que seria melhor ficarem imóveis; e com admirável sabedoria, ela recusou ofertas de dinheiro feitas por Hierão II, seu rei vassalo da Sicília, e por vários dos Estados itálicos aliados, aceitando, contudo, ajuda para a guerra."
A única notícia passível de ter inspirado confiança a Aníbal foi a de que os romanos não intencionavam reeleger um ditador: estavam retornando ao sistema consular. Os nomes e a história dos dois novos cônsules também devem ter lhe dado motivos para sentir que seus inimigos repetiam seu velho erro. Um era partidário da aristocracia e o outro, um conhecido demagogo. O primeiro, Lúcio Emílio Paulo, membro de uma renomada família patrícia, havia ocupado o cargo de cônsul em 219 a.C. e tinha um bom passado militar. Leal partidário da aristocracia, recebeu dela votos para conquistar o cargo, pela segunda vez, de modo a contrabalançar a influência de seu companheiro cônsul, Caio Terêncio Varrão.
Não poderiam ter sido escolhidos dois homens mais dessemelhantes. Varrão era um plebeu, de opiniões ultrademocráticas, que conseguira ascender ao cargo com o voto popular por seus ataques difamatórios ao ditador Quinto Fábio Máximo. Seus argumentos, e os dos que o apoiavam, serão familiares aos que tiverem observado o padrão de políticos similares em séculos posteriores: os nobres buscaram a guerra por muitos anos e foram eles que trouxeram Aníbal até a península Itálica. Eram as suas maquinações, também, que mantinham a guerra, quando ela já poderia ter tido uma conclusão vitoriosa; os cônsules empregavam as táticas de Fábio para prolongarem a guerra, quando poderiam ter acabado com ela. Os nobres todos haviam feito um pacto para tal resultado; e o povo não veria um fim para a guerra até que elegesse um verdadeiro plebeu, um novo homem, para o consulado.
Aníbal deve ter se familiarizado com a natureza dos dois cônsules, pois possuía informantes em Roma. Ele só esperava pela quase inevitável divisão de opinião entre o patrício e o plebeu, algo de que tiraria vantagem de modo a forçar os romanos à batalha que Fábio lhe havia negado. A despeito do registro de seus triunfos na Itália ao longo de duas temporadas de campanhas, Aníbal precisava muito de uma vitória. Uma vitória tão decisiva, que fizesse os aliados de Roma finalmente romperem sua aliança com ela.